# X-Men (Film)
X-Men (auch: X-Men – Der Film) ist eine US-amerikanische Comicverfilmung von Bryan Singer aus dem Jahr 2000. Der Film basiert auf den gleichnamigen Comics von Marvel Comics. Der Film wurde von 20th Century Fox produziert. Der Film startete am 31. August 2000 in den deutschen Kinos. Es ist der erste Teil der X-Men-Filmreihe.

## Handlung
1944: Erik Lensherr, ein dreizehnjähriger jüdischer Schüler, wird ins Konzentrationslager Auschwitz verlegt. Als er gewaltsam von seinen Eltern getrennt wird, baut er in seiner Verzweiflung unerwartet gewaltige magnetische Kräfte auf, die es ihm ermöglichen, einen Metallzaun zu verbiegen.
In der Gegenwart: Die Schülerin Marie alias Rogue entdeckt ihre Fähigkeit, durch Berührung die Erinnerungen und Kräfte anderer Menschen kurzzeitig zu absorbieren. Sie läuft von zu Hause weg und trifft in Kanada den Einzelgänger Logan alias Wolverine, der geschärfte Sinne und die Fähigkeit besitzt, eigene Verletzungen in Sekunden zu heilen. Dazu ist sein Skelett vollständig mit dem nahezu unzerstörbaren Metall Adamantium überzogen und mit sechs ausfahrbaren Krallen bewaffnet. Logan besitzt jedoch keine Erinnerung an seine eigene Vergangenheit.
Marie versteckt sich heimlich in Logans Fahrzeug und fährt mit ihm mit, als dieser wegen eines Streits aus einem Lokal geworfen wird, wo er an Ringkämpfen teilgenommen hatte. Als Logan die unerwünschte Mitfahrerin entdeckt, nimmt er sie im Wagen mit. Unterwegs geraten sie in einen Hinterhalt des Mutanten Sabretooth, werden jedoch von den X-Men Cyclops und Storm gerettet. Diese bringen sie in das „Institut für begabte Jugendliche“, wo sie Professor Charles Xavier kennenlernen, der jungen Mutanten hilft, ihre Kräfte besser zu kontrollieren. Xavier ist davon überzeugt, dass hinter dem Angriff sein ehemaliger Freund Erik Lensherr steckt, der dank seiner Fähigkeit, Metall telekinetisch zu kontrollieren, als Magneto berüchtigt ist. Dieser sieht Mutanten als Fortschritt der Evolution und normale Menschen als Gefahr.
Magneto und seine Anhänger haben in der Zwischenzeit den US-Senator Kelly entführt, um an ihm eine Möglichkeit zur Aktivierung von Mutantenfähigkeiten zu testen. Magneto plant, die Führer der Welt bei einem UNO-Empfang in New York in Mutanten zu verwandeln, damit sich diese weltweit für eine Gleichberechtigung der Mutanten einsetzen. Das Experiment ist erfolgreich, und der mutantenfeindliche Senator wird selber ein Mutant. Die künstlich herbeigeführte Mutation macht seine Zellstruktur jedoch instabil. Mit Hilfe seiner neuen Fähigkeiten gelingt ihm die Flucht. Als Mutant traut er sich allerdings nicht, sich in ein Krankenhaus zu begeben, sondern sucht die X-Men auf, die ihn medizinisch versorgen. Die künstliche Mutation erweist sich jedoch als tödlich, und der Senator stirbt kurz darauf.
Ein großes Hindernis für Magnetos Vorhaben ist die Tatsache, dass der Gebrauch seiner Mutationsmaschine ihn regelrecht auszehrt. Daher plant Magneto, seine Kräfte auf Rogue zu übertragen und sie damit die Maschine in Betrieb nehmen zu lassen. Um Rogue von den X-Men zu trennen, beeinflusst Magnetos Verbündete Mystique (die sich in jede Gestalt verwandeln kann) Rogue mit falschen Behauptungen zur Flucht. Die X-Men finden die ausgerissene Rogue später auf dem New Yorker Bahnhof wieder, wo sich auch Magneto mit seinen Leuten eingefunden hat, und es kommt zum Kampf. Es gelingt Magneto, Rogue zu entführen, indem er die Polizisten mit deren eigenen metallischen Waffen bedroht.
Auf der Freiheitsstatue kommt es zum entscheidenden Kampf. Nachdem Magnetos Handlanger Toad und Sabretooth besiegt sind, können die X-Men gemeinsam Magnetos Plan vereiteln und Rogue befreien. Die X-Men übergeben Magneto der Justiz, der nun in einem speziellen Gefängnis vollkommen ohne Metall gefangen gehalten wird. Nur Mystique konnte entkommen, und man sieht sie später in der Gestalt von Senator Kelly im Fernsehen, wie dieser scheinbar seine eigenen Forderungen nach strengen Gesetzen gegen Mutanten bereut und widerruft. Logan wird von Professor Xavier zu einer angeblich verlassenen Basis am Alkali Lake geschickt, wo er sich Antworten über seine Vergangenheit erhofft, und mit dem Versprechen an Rogue, wieder zurückzukommen, verlässt Logan die Schule in Richtung Kanada.

## Synchronisation
Die deutsche Synchronisation entstand nach einem Dialogbuch und unter der Dialogregie von Tobias Meister im Auftrag der Interopa Film GmbH in Berlin.
| Rolle                        | Schauspieler    | Synchronsprecher    |
| ---------------------------- | --------------- | ------------------- |
| Charles Xavier / Professor X | Patrick Stewart | Rolf Schult         |
| Logan / Wolverine            | Hugh Jackman    | Tom Vogt            |
| Erik Lensherr / Magneto      | Ian McKellen    | Jürgen Thormann     |
| Dr. Jean Grey                | Famke Janssen   | Christin Marquitan  |
| Scott Summers / Cyclops      | James Marsden   | Matthias Hinze      |
| Ororo Munroe / Storm         | Halle Berry     | Anke Reitzenstein   |
| Marie D’Ancanto / Rogue      | Anna Paquin     | Berenice Weichert   |
| Mystique                     | Rebecca Romijn  | Andreschka Großmann |
| Victor Creed / Sabretooth    | Tyler Mane      | Tilo Schmitz        |
| Mortimer Toynbee / Toad      | Ray Park        | Tobias Meister      |
| Bobby Drake / Iceman         | Shawn Ashmore   | Gerrit Schmidt-Foß  |
| Senator Robert Kelly         | Bruce Davison   | Reinhard Kuhnert    |

## Trivia
- Comic-Autor und Koproduzent Stan Lee hat im Film einen Cameo-Auftritt: Er spielt einen Hot-Dog-Verkäufer am Strand.
- Als Wolverine den X-Men-Anzug kritisiert, fragt Cyclops ihn, ob ihm ein gelber Latexanzug lieber wäre. Das ist eine Anspielung auf die Comics, in welchen Wolverine meist in einem gelben Kostüm gezeichnet wird.
- Ursprünglich sollte Dougray Scott die Rolle von Wolverine übernehmen, doch die Dreharbeiten zu Mission: Impossible II verhinderten seine Beteiligung. Nur deshalb bekam Hugh Jackman die Rolle.[4]

## Film und Comic
* Im Film besteht das Gründungsteam der X-Men um Prof. X aus Cyclops, Jean Grey und Storm. Im Comic „X-Men 1“ (1963) sind neben den ersten dreien noch Angel, Beast und Ice Man dabei, während Storm erst später dazugelangt.
* Im Comic wird Jean Grey „Marvel Girl“ oder „Phoenix“ genannt, während sie im Film keinen Codenamen hat.
* Die Bruderschaft des Bösen besteht im Comic neben Magneto und Toad aus Mastermind, Scarlet Witch und Quicksilver, Die drei letzteren werden im Film durch Mystique und Sabretooth ersetzt.
* Mystique trägt im Film kein Kostüm, sondern ihr Körper ist mit blauen Schuppen bedeckt.
* Rogue hat im Film keine Beziehung mit Mystique und ähnelt eher der frühen, schüchternen Rogue aus den Comics und nicht der extrovertierten.
* In den Comics arbeitet Logan für die kanadische Regierung, bevor er zu den X-Men kam. Im Film durchstreift er das Land, um etwas über seine Vergangenheit zu erfahren. Im Comic wird er von Charles Xavier rekrutiert (Giant-Size X-Men 1 (1975)), während er im Film durch eine zufällige Begegnung mit der jungen Mutantin Rogue zu den X-Men gelangt.

## Rezeption

### Kritiken
Der Film bekam gute Kritiken und wurde ein großer Kinoerfolg. X-Men spielte allein in den Vereinigten Staaten über 157 Millionen US-Dollar ein, während er weltweit ein Gesamteinspielergebnis von fast 296 Millionen US-Dollar erzielte. Durch den Erfolg ebnete er anderen Comicverfilmungen wie Spider-Man oder Hulk den Weg.
- Carsten Baumgardt: „Eine werkgetreue Comic-Verfilmung gelang Regisseur Bryan Singer mit „X-Men“. Mutierte Superhelden kämpfen um den Fortbestand der Menschheit. […]“[14]
- Moviepilot urteilt: „[…] Auf Seiten der Darsteller fährt Singer mit Bruce Davison, Patrick Stewart und Ian McKellen einiges an renommiertem Personal auf, das man in einer Comicverfilmung nicht unbedingt erwartet. Alle drei passen perfekt in ihre Rollen, Stewart und McKellen vermitteln viel Unterschwelligkeit in der Beziehung von Xavier und seinem alten Freund und Gegner Magneto, Davison überzeugt als Senator Kelly, der in seinem Vorhaben, die Mutanten anzuprangern, zwischen die beiden gerät. […]“[15]

Weitere teilweise eher negative Filmkritiken:
- Conny Crämer (CyberKino): „Der begnadete Shakespeare-Darsteller Patrick Stewart muss wohl unter Drogen gestanden haben, als er den Vertrag für einen solchen Film unterschrieben hat.“; Rüdinger Rapke (TV-Movie) 2000–18: „Die ersten beiden “Superman”- und “Batman”-Filme waren Sternstunden des Comic-Kinos. Das kann man von “X-Men” nicht behaupten. Stärken des Films sind Make-up, Masken und Effekte. Und wenn auch manche Optik stark verblüfft, kann sie nicht über die schwache Story hinwegtäuschen. Das Geheimnis des US-Erfolgs? Eine starke Fangemeinde und Marketing.“ Oder Eric Stahl (TV Today) 2000-18: „Ein ebenso effektvolles wie kurzweiliges Heldenepos im XL-Format.“[16]

### Auszeichnungen
Bryan Singer gewann einen Empire Award, Michael Kamen den BMI Film Music Award. Der Film war 2001 für zehn Saturn Award nominiert und bekam ihn in sechs Kategorien verliehen. Insgesamt gewann X-Men 11 Preise und war 21 Mal nominiert. Des Weiteren erhielt der Film eine IMP-Auszeichnung für das Filmposter. Die Deutsche Film- und Medienbewertung FBW in Wiesbaden verlieh dem Film das Prädikat wertvoll.

## Fortsetzungen
Der Film wurde 2003 mit X-Men 2 und 2006 X-Men: Der letzte Widerstand fortgesetzt. Die daraus entstandene Trilogie erzählte eine weitestgehend abgeschlossene Geschichte.
Es folgten weitere Filme aus dem Franchise. X-Men: Zukunft ist Vergangenheit von 2014 überschreibt mit Hilfe von Zeitreisen verschiedene Ereignisse der Trilogie.